# Sphex caeruleanus
Sphex caeruleanus är en biart som beskrevs av Dru Drury 1773. Sphex caeruleanus ingår i släktet Sphex och familjen grävsteklar. Inga underarter finns listade i Catalogue of Life.